# Hajnali esküvő
A Hajnali esküvő (Four's a Crowd) 1938-ban bemutatott fekete–fehér amerikai filmvígjáték Kertész Mihály rendezésében.  
Magyarországon 1939. április 27-én mutatták be. 

## Cselekménye
Jean Christhy, a News Herald riporternője rábírja kiadóját, Pat Buckleyt, hogy Bob Lansfordot visszavegye a laphoz. Buckley azért dobta ki annak idején Lansfordot, mert az beleavatkozott a szerelmi ügyeibe. Bob azonban nem változott. Egyszerre udvarol Christhynek és Buckley menyasszonyának, Lorrinak is, aki a milliomos John Dillingwel unokája. Bob ugyan Christyt szereti, de Lorri révén szeretne megismerkedni a milliomos nagypapával, hogy az jótékony célra nagyobb összeget adományozzon, viszonzásul Bob népszerűsítő kampányt indítana. Dillingwellt azonban nem sikerül megnyernie ügyfélnek, az öregúr a kutyáit uszítja rá. Bob válaszul támadást indít a milliomos ellen Buckley lapjában, mire megint elbocsátják. 
Lorri segítségével Bob végül mégis ráveszi Dillingwellt, hogy milliós kórházi alapítványt létesítsen. A sikernek azonban Bob szerelme az ára: Christy helyett a milliomos kisasszonyt kell eljegyeznie. Christy bosszúból eljegyzi magát Buckleyvel. Mindkét jegyespár sürgősen megkötné a házasságot, és éjjel ugyanazt a vidéki békebírót keresik fel. A szerelmesek összecsapása során kiderül, hogy Bob tulajdonképpen Chrstiyt, Buckley pedig Lorrit szereti. A lelkész kicseréli a menyasszonyokat, és a helyzet megoldódik.

## Szereplők
- Errol Flynn – Robert "Bob" Lansford
- Olivia de Havilland – Lorri Dillingwell
- Rosalind Russell – Jean Christy
- Patric Knowles – Patterson "Pat" Buckley
- Walter Connolly – John P. Dillingwell
- Hugh Herbert – Silas Jenkins békebíró
- Melville Cooper – Bingham, Dillingwell inasa
- Franklin Pangborn – Preston
- Herman Bing – Herman, borbély
- Margaret Hamilton – Amy, Dillingwell házvezetőnője
- Joseph Crehan – Butler Pierce
- Joe Cunningham – Ed Young
- Gloria Blondell – Gertrude, Lansford első titkárnője
- Carole Landis – Myrtle, Lansford második titkárnője